# Vũ Xuân Hồng
Vũ Xuân Hồng (sinh 4 tháng 1 năm 1950), quê quán tại xã Yên Mạc, huyện Yên Mô, tỉnh Ninh Bình; là một chính khách Việt Nam. Ông gia nhập Đảng Cộng sản Việt Nam vào ngày 27 tháng 2 năm 1968, Ông nguyên là Bí thư Đảng đoàn, Chủ tịch Liên hiệp các Tổ chức Hữu nghị Việt Nam; Ủy viên Đoàn Chủ tịch Ủy ban Trung ương Mặt trận Tổ quốc Việt Nam; Đại biểu Quốc hội Việt Nam (khóa X, XI, XII, XIII), Ủy viên Ủy ban Đối ngoại của Quốc hội (khóa XII, XIII); Bí thư Trung ương đoàn thanh niên cộng sản Hồ chí minh  

## Trình độ
- Cử nhân tiếng Nga, Anh, Italia;
- Cử nhân chính trị.

## Phong tặng
- Huân chương Độc lập;
- Huân chương lao động hạng Nhì;
- Huân chương hữu nghị của Nga, Lào, Cuba, Mông Cổ và một số nước khác.